# 石盛めるも
石盛 めるも（いしもり めるも、1998年9月10日 - ）は、日本の女子バレーボール選手である。

## 来歴
愛知県岡崎市出身。母が監督を務めていた影響で、保育園の頃からバレーボールを始めた。
京都橘高等学校、龍谷大学を経て、2020-21シーズン、V.LEAGUE DIVISION2 WOMEN（V2女子）に所属するプレステージ・インターナショナルアランマーレの内定選手となった。
2021年、大学卒業後に、プレステージ・インターナショナルアランマーレに入団した。入団1シーズン目となる2021-22シーズンにV2女子の試合に出場し、Vリーグデビューを果たした。
2022-23シーズン、レギュラーに定着し、V2女子優勝とV1昇格に貢献した。
2023-24シーズン、V1女子の試合に出場し、V1デビューを果たした。

## 所属チーム
- 京都橘高等学校（2014-2017年）
- 龍谷大学（2017-2021年）
- プレステージ・インターナショナルアランマーレ/アランマーレ山形（2021年-）